# Екорегион
Екорегион (съкратено от екологичен регион) е екологически и географски определена област, представляваща голям участък суша или акватория, отличаваща се с относително еднородна биотична общност. Екорегионите покриват относително големи райони и съдържат отличителни съвкупности на природни видове. Биоразнообразието на флората, фауната и екосистемите, които характеризират екорегиона, обикновено са различни от тези на други екорегиони.
Три забележки са уместни за всички биогеографски картографски подходи. Първо, няма една единтвена биогеографска рамка, която да е оптимална за всички таксони. Екорегионите отразяват най-добрият компромис за максимален брой таксони. Второ, границите на екорегиона рядко образуват резки ръбове – по-скоро това представляват екотонове или мозаични хабитати. Трето, повечето екорегиони съдържат хабитати, които се различават от техния биом. Биогеографските провинции могат да произтичат от различни бариери. Някои физически (тектоника на плочите, топографска височина), някои климатични (изменение на географската ширина, обхват на сезоните) и някои океански химични (соленост, ниво на кислорода).

## История
Историята на термина е в известна степен неясна, тъй като той се използва в много контексти: класификация на горите, класификацията на биомите, биогеографска класификация и т.н.
Идеята за екорегион на Бейли дава по-голяма значимост на екологичните критерии, докато концепцията на WWF дава по-голяма значимост на биогеографията, т.е. разпределение на видовете.

## Определение и категоризация
Екорегион е „повтарящ се модел екосистеми, свързани с характерни комбинации от почва и земни форми, които характеризират региона“. Екорегионите могат да бъдат уточнени като „райони, в които има пространствено съвпадение на характеристиките на географски феномени, свързани с разликите в качеството, здравето и целостта на екосистемите“. Характеристиките на географските феномени могат да включват геология, физикогеография, растителност, климат, хидрология, почва, наземна и водна фауна и могат да включват или не въздействието на човешката дейност (като модел на използване на земята или промяна в растителността). Има значителна, но не абсолютна, пространствена взаимна връзка сред тези характеристики, правейки очертаването на екорегионите несъвърешна наука. Друго усложнение е, че природните условия по границата на екорегиона могат да се променят много плавно, например преходът от прерия към гора в Средния Запад на САЩ прави определянето на точна граница между двете много трудно. Такива преходни зони се наричат екотонове.
Екорегионите могат да се категоризират, използвайки алгоритмичен подход или холистичен подход, където значението на различни фактори може да играе роля. Пример за алгоритмичен подход е такъв, който използва йерархична класификация, която първо разделя земните площи на много големи райони, според климатичните фактори, и след това подразделя тези райони, базирайки с първо на преобладаващата потенциална растителност, а след това на геоморфологични и почвени характеристики.
Предназначението на очертаването на екорегиона може да повлия на използваните методи. Например, екорегионите на WWF са развити така, че да помагат на запазването на биоразнообразието и поставят по-голям акцент върху това, а не върху разликите между флората и фауната между регионите. Класификацията на WWF определя екорегион като:
Голяма област от суша или вода, която съдържа географски отличаващ се сбор от природни общества, които:
(a) Споделят мнозинството на техните видове и екологична динамика;
(b) Споделят сходни природни условия;
(c) Взаимодействат екологични по начини, които са критични за тяхното присъствие в дългосрочен план.
Според WWF, границите на даден екорегион са приблизителни на тези на първоначалния обхват на природните общества, преди да настъпят големи промени. WWF са идентифицирали 867 екорегиона на сушата и 450 водни екорегиона на Земята.

## Значение
Използването на термина екорегион е резултат от изблик на интерес в екосистемите и тяхното функциониране. В частност, има осведоменост за проблемите, свързани с пространствения мащаб при изучаването и управлението на ландшафта. Широко признати се взаимосвързаните екосистеми, които образуват едно цяло, което е „по-голямо от сумата на частите му“. Съществуват много опити да се отговори на екосистемите по интегриран начин, за да се постигнат „мултифункционални“ ландшафти, а различни заинтересовани групи от селскостопански изследователи до защитници на природата използва термина „екорегион“ като единица на анализите си.
Списъкът „Global 200“ е създаден от WWF като списък с приоритетни екорегиони за опазване.

## Наземни
Екорегионите на сушата се различават от тези в морските или сладките води. Еколозите от WWF разделят земната повърхност на 8 големи екозони, съдържащи 867 по-малки наземни екорегиони. Усилията на WWF са за синтез на много предишни усилия да се определят и класифицират екорегионите. Много хора считат тази класификация за решителна, като някои я предлагат за установяване на стабилни граници при инициативите на биорегионална демокрация.
Осемте наземни екозони следват големи граници на флора и фауна, идентифицирани от ботанисти и зоолози, които разделят големите растителни и животински съобщества на Земята. Границите на екозоните обикновено следват континенталните граници или други големи бариери за разпределението на растенията и животните, като Хималаите и Сахара. Границите на екорегионите често не са строго определени и са обект на разногласия.
Екорегионите се класифицират според биомните типове, които са големи растителни общества, определяни от климата и валежите. Горите, полята (включително саваните) и пустините се различават по климат (тропичен и субтропичен срещу умерен и бореален), а горите според това дали преобладават иглолистни или широколистни дървета. Биомните типове като средиземноморски твърдолистни гори и храсти, тундра и мангрови гори подслоняват силно разграничени екологични общества.

## Морски
Морските екорегиони са: „Области с относително хомогенен видов състав, ясно разграничим от съседните системи.“. Те са определени от WWF, за да се помогне на опазващите дейности в морските екосистеми. Очертани са 43 приоритетни морски екорегиона в рамките на Global 200. Схемата за обозначаване и класифициране на морските екорегиони е аналогична на тази за наземните екорегиони. Определени са големи типове хабитати: полярен, умерени шелфове и морета, тропичен, коралов, пелагичен, абисален и ултраабисален (океански падини).
Класификацията на морските екорегиони в Global 200 не е толкова детайлно развита, колкото наземните екорегиони. В списъка са включени само приоритетните зони за опазване.
През 2007 г. схемата е подобрена и разширена, за да се предостави подробна система на крайбрежните (до 200 m дълбочина) морски екорегиони по света. 232-та индивидуални морски екорегиона са групирани 62 морски провинции, които на свой ред са групирани на 12 морски царства, които представляват обширните разделения на полярни, умерени и тропични морета, като подразделенията са базирани на океанските басейни (с изключение на умерените океани в Южното полукълбо, които се базират на континенти).

## Сладководни
Сладководен екорегион е голяма област, обхващаща една или повече сладководни системи, която съдържа отделен сбор от естествени сладководни съобщества и видове. Сладководните видове, динамика и природни условия в даден екорегион са по-сходни помежду си, отколкото тези на обкръжаващите ги екорегиони и заедно образуват консервационна единица. Сладководните системи включват реки, потоци, езера, блата и други влажни зони. Този вид региони са различни от наземните екорегиони, които идентифицират биотичните общества на сушата, и от морските екорегиони, които са биотични общества в океаните.
WWF идентифицира 12 големи типа хабитати на сладководните екорегиони. Тези хабитати отразяват групирането на екорегионите със сходни биологични, химични и физични характеристики и са грубо еквивалентни на биомите при наземните системи.
Global 200 включва ред зони, подчертани заради техните стойности на сладководно биоразнообразие.